# Marty Balin
Marty Balin (eredeti neve Martyn Jerel Buchwald) (Cincinnati, Ohio, 1942. január 30. – Tampa, Florida, 2018. szeptember 27.) amerikai zenész, a Jefferson Airplane alapítója és énekese.

## Pályafutása
Tizenéves kora végén döntötte el, hogy zenész lesz. Nevét 1962-ben változtatta meg Marty Balinre, még ebben az évben a Challenge Recordsnál két kislemeze jelent meg, a Nobody But You és az I Specialize in Love. A dalok kevés figyelmet kaptak, ezért Balin apjánál kezdett dolgozni és megházasodott. Zene iránti elkötelezettsége azonban nem lankadt: 1963-tól a The Town Criers nevű folkegyüttes vezetője volt, melyben rajta kívül Larry Vargo, Jan Ellickson és Bill Collins játszott.
Balin 1965-ben, San Franciscóban megnyitotta éjszakai klubját, a The Matrixot. Egy helybéli folkzenésszel, Paul Kantnerrel alapította meg a klub házi együttesét, a Jefferson Airplane-t, melynek 1971-ig volt a tagja. Kezdetben ő volt az együttes fő dalszerzője (leginkább szerelmes dalokat írt), de 1967-től szerepe egyre inkább csak az éneklésre csökkent. Az együttessel fellépett az 1967-es Montereyi popfesztiválon és az 1969-es woodstocki fesztiválon. 1969 végén, a The Rolling Stones által rendezett Altamont Free Concerten a Pokol Angyalai nevű motorosbanda egyik tagja a színpadon eszméletlenre verte Balint. Az eset a Gimme Shelter című filmben is látható.
Balin úgy érezte, hogy a Paul Kantner és Grace Slick, valamint a Jorma Kaukonen és Jack Casady alkotta „frakciók” mellett nem maradt helye az Airplane-ben, ezért 1971-ben kilépett az együttesből. 1973-ban a Bodacious D.F. nevű formációval vette fel azonos című albumát, valamint a Grootna nevű együttes producereként dolgozott. 1974-ben az Airplane utódegyüttese, a Jefferson Starship Dragon Fly című albumára írt egy dalt, a Caroline-t, amit ő is énekelt. Marty 1975-ben lett az együttes állandó tagja. Több sláger (például a Miracles, a With Your Love, a Count on Me és a Runaway) után 1978-ban Balin újra kilépett.
1979-ben a Rock Justice című rockopera producere volt, melynek főhőse, egy rocksztár azért kerül börtönbe, mert nem tudott újabb slágert írni, ezáltal pedig pénzt hozni kiadójának. Az EMI America Records által kiadott albumon Balin nem énekelt. Ezután a kiadó rábeszélte, hogy készítsen egy szólóalbumot.
Első albuma, a Balin 1981-ben jelent meg; erről két dal, a Hearts és az Atlanta Lady bekerült a Top 40-be. 1983-ban jelent meg második albuma, a Lucky és egy csak Japánban kiadott EP, a There’s No Shoulder. A Lucky nem volt olyan sikeres, mint az előző album, ezért az EMI szerződést bontott Balinnel.
1985-ben Kantnerrel és Casadyvel megalapította a KBC Band nevű együttest, melynek egyetlen albuma 1986-ban jelent meg. Ennek feloszlása után, 1989-ben újraalakult a Jefferson Airplane, de az új album nem bizonyult sikeresnek. Balin harmadik albuma, a Better Generation 1991-ben jelent meg.
1993-tól 2003-ig Balin Kantner új együttesének, a Jefferson Starship – The Next Generationnek volt állandó tagja. Negyedik albuma, a Freedom Flight 1997-ben jelent meg. 1999-ben készült el a Marty Balin Greatest Hits című, feldolgozásokat tartalmazó album. A zenészek közül Balinen és Slick Aguilar gitároson kívül senki sem állt kapcsolatban a Jefferson Starshippel. Ez volt Balin utolsó albuma, ami egy kiadó gondozásában jelent meg. Következő két stúdióalbumát maga adta ki, és a JB Records márkanév alatt saját, valamint a Jefferson Starship honlapján értékesítette. Szabadidejében Balin festészettel foglalkozik.
2007. július 2-án a Bicycle Music kiadó bejelentette, hogy több mint 70 Balin által írt dalt szeretne kiadni, melyek között Jefferson Airplane-felvételek is szerepelnek. Bár Balin már nem dolgozik folyamatosan az új Jefferson Starshippel, két dalt is énekelt volna készülő albumukon, a Jefferson’s Tree of Libertyn, ami 2008. szeptember 2-án jelent meg. Kiállításai miatt azonban nem tudott részt venni a felvételeken, ezért a Windows of Heaven németországi kiadásán megjelent Maybe for You című dal került az albumra.

## Diszkográfia

### Szólóalbumok
- Bodacious DF (1973)
- Balin (1981)
- Lucky (1983)
- There’s No Shoulder (1983, csak Japánban jelent meg)
- Balince (1990)
- Better Generation (1991)
- Freedom Flight (1997)
- Marty Balin Greatest Hits (1999)
- Marty Balin 2003 (2003)
- Nashville Sessions (2005)
- The Aviator – Lost Treasures (2005)

### Jefferson Airplane
- Jefferson Airplane Takes Off (1966)
- Surrealistic Pillow (1967)
- After Bathing at Baxter’s (1967)
- Crown of Creation (1968)
- Bless Its Pointed Little Head (1969)
- Volunteers (1969)
- Early Flight (1974)
- Jefferson Airplane (1989)

### Jefferson Starship
- Dragon Fly (1974)
- Red Octopus (1975)
- Spitfire (1976)
- Earth (1978)

### KBC Band
- KBC Band (1986)

### Jefferson Starship – The Next Generation
- Deep Space / Virgin Sky (1995)
- Windows of Heaven (1999)
- Across the Sea of Suns (2001)
- Jefferson’s Tree of Liberty (2008)